# ژان لوئیس لئونتی
ژان لوئیس لئونتی (انگلیسی: Jean-Louis Leonetti; ۱۴ ژوئیهٔ ۱۹۳۸ – ۲ اوت ۲۰۲۰) بازیکن فوتبال اهل فرانسه بود.
از باشگاه‌هایی که در آن بازی کرده‌است می‌توان به باشگاه فوتبال لو آور، باشگاه فوتبال المپیک مارسی، باشگاه فوتبال پاریس، باشگاه فوتبال بوردو، باشگاه فوتبال پاری سن ژرمن، و باشگاه فوتبال نیس اشاره کرد.